# Grand dictionnaire universel du XIXe siècle

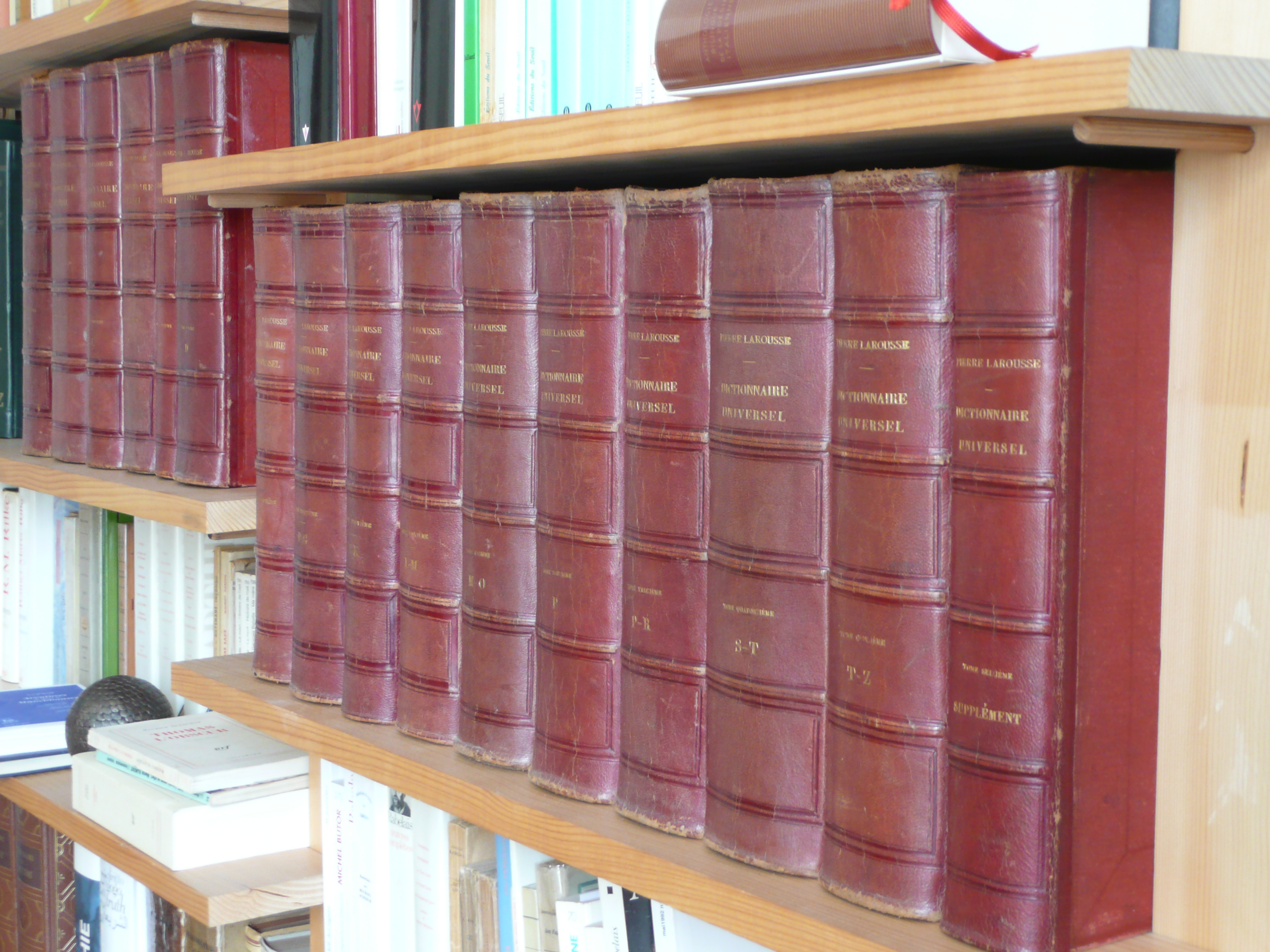
Livros do Grand dictionnaire universel du XIXe siècle

O Grand dictionnaire universel du XIXe siècle muitas vezes chamado de Grand Larousse du dix-neuvième, é um dicionário enciclopédico francês. Foi planejado, dirigido, editado e substancialmente escrito por Pierre Larousse, embora ele contou com outros colaboradores anônimos,  Larousse morreu em 1875, antes de conclusão da enciclopédia. A publicação do Grand dictionnaire universel em 15 volumes com 1500 páginas estendeu-se de 1866 a 1876. Dois suplementos foram publicados em 1878 e 1890.

## Índice
Conteúdo no Internet Archive:
- Volume 1 (1866), A – Azzubeydi

- Volume 2 (1867), B – Bzovius

- Volume 3 (1867), C – Chemins de fer

- Volume 4 (1869), Chemin – Contrayerva

- Volume 5 (1869), Contre – Czyzowski

- Volume 6 (1870), D – Dzoungarie

- Volume 7 (1870), E – Ezzelin 1er

- Volume 8 (1872), F – Gyzéh

- Volume 9 (1873), H – Ky-yn

- Volume 10 (1873), L – Memnonite

- Volume 11 (1874), Mémoire – Ozza

- Volume 12 (1874), P – Pourpointier

- Volume 13 (1875), Pourpre – Rzyszczewski

- Volume 14 (1875), S – Testadon

- Volume 15 (1876), Testament – ZZ

- Volume 16 (1877), Supplément: AA – Zuylen van Nyevelt

- Volume 17 (1890), Deuxième Supplément: AA – Zymprotéine